# Anubis Anput
Anubis Anput (el xacal negre) fou el nom del nomós XVII de l'Alt Egipte. La capital fou Saka (possiblement Al-Qes) i també era important Hardai. Els déus principals foren Anubis (que tenia un temple a Hardai) i Anput, els quals donaven nom a la regió.